# Euhesma wowine
Euhesma wowine là một loài Hymenoptera trong họ Colletidae. Loài này được Exley mô tả khoa học năm 2002.

## Hình ảnh

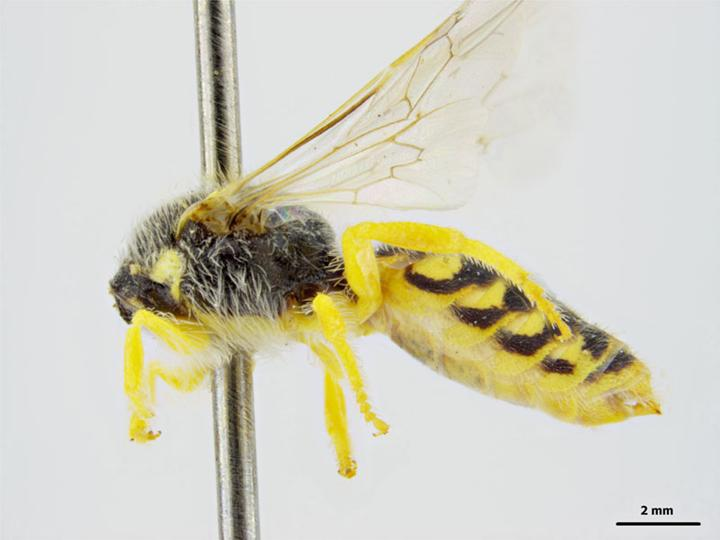